# III. György moldvai fejedelem
III. Duca György (románul Gheorghe Duca), (1620 körül – 1685. március 31.) Moldva fejedelme volt három alkalommal: 1665–1666, 1668–1672, 1678–1683 között, valamint 1674–1678 között II. György néven Havasalföld fejedelme és 1680–1683 között Ukrajna hetman-ja volt.

## Élete, uralkodása

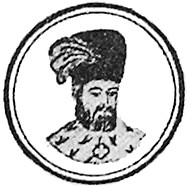

Görög eredetű, vagyonos családból származott, Vasile Lupu moldvai fejedelem udvarában nevelkedett. Eustratie moldvai fejedelem halála után került a trónra, befolyásos családjának köszönhetően, de nem uralkodott sokat, mivel ellenségei bevádolták a szultánnál, aki őt 9 hónapi uralkodás után, 1666 májusában letette a trónról. III. Illés Sándor uralkodása után nagy költségek árán újra elfoglalhatta a trónt. Ezt követően hatalmas adókat vetett ki a népre, amelynek az eredménye egy felkelés lett 1671-ben, amelyet csak nagy nehézségek árán, török - tatár segítséggel tudott leverni. Ezt követően összekülönbözött a szultánnal, aki le akarta fejeztetni, de végül meggondolta magát és csak letette a trónról.
Két év múlva kinevezték Havasalföldre fejedelemnek, itt azonban nem tudott kijönni a nagy befolyású Cantacuzino-családdal, akik addig áskálódtak ellene, míg a vajda le nem mondott a trónról. Duca visszament Moldvába, ahol harmadszorra is kinevezték uralkodónak 1678-ban. 1672-ben a moldvai sereget Lengyelország ellen vezette a szultáni had kötelékében. A törökök, akik időközben az oroszok ellen kezdtek háborúba, 1680-ban kozák hetmannak is kinevezték. Uralkodása alatt összeesküvést is kíséreltek meg ellen, de sikertelenül. 1683-ban elkísérte a törököket a Bécs elfoglalására indított hadjáratra, ezalatt a moldvai bojárok fellázadtak ellene és XI. Petriceicu Istvánt tették meg vajdának. A sikertelen hadjáratból hazatérő Duca Györgyöt elfogták és Lengyelországba vitték, ahol 1685-ben fogságban halt meg.

## Fordítás
- Ez a szócikk részben vagy egészben  a   Gheorghe_Duca című román Wikipédia-szócikk fordításán alapul.  Az eredeti cikk szerkesztőit annak laptörténete sorolja fel. Ez a jelzés csupán a megfogalmazás eredetét és a szerzői jogokat jelzi, nem szolgál a cikkben szereplő információk forrásmegjelöléseként.